# Bráhmí

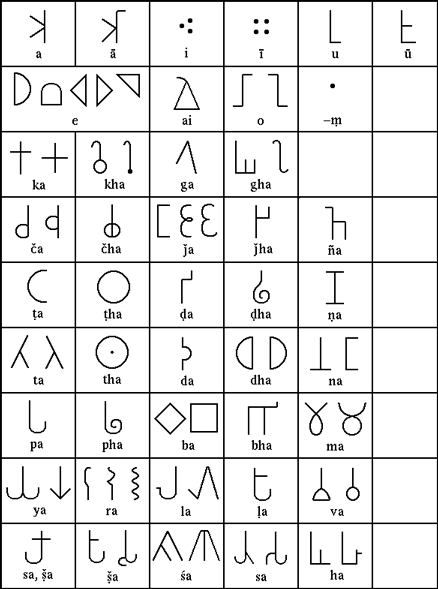
Písmena písma bráhmí

Bráhmí je písmo používané v Indii nejméně od vlády krále Ašóky (273 až 232 př. n. l.), jehož nápisy jsou z větší části vytesány právě v bráhmí, z menší pak v písmu kharóšthí. Písmo se píše vodorovně zleva doprava. Předpokládá se, že bráhmí vzniklo ještě pár set let před Ašókou, ale písemné památky z této doby se nedochovaly. Z bráhmí se postupně vyvinula většina dnes používaných indických písem, s výjimkou písem založených na persko-arabské abecedě. Znalost samotného bráhmí postupně upadala, a když v polovině 14. století dillíský sultán objevil dva Ašókovy sloupy, nenašel mezi indickými učenci nikoho, kdo by dokázal nápisy na nich přečíst. Rozluštil ho znovu až v roce 1837 Angličan James Prinsep.
Ašókovy nápisy byly psány většinou středoindickými hovorovými dialekty, nazývanými prákrty. Písmo původně zachycovalo 32 souhlásek a 5 samohlásek Později bylo upraveno pro zápis sanskrtu přidáním znaků pro dvojhlásky „ai“ a „au“.
Vývoj od písma bráhmí k dnešním písmům postupoval ve dvou větvích, severoindické (kušánské bráhmí) a jihoindické. Jižní písma se začala oddělovat už v 5. století. Patří k nim i dnes již nepoužívané písmo grantha, které sloužilo na jihu především pro zápis sanskrtu. V jižní variantě se postupně většina tvarů zakulacuje, což je dobře vidět např. na dnešním telugském, kannadském nebo sinhálském písmu. Jakási patka, kterou se zakončuje v horní části většina telugských nebo kannadských písmen, přerostla v severní větvi do souvislé čáry, jako by všechna písmena byla zavěšena na jedné lince. Tak vypadá písmo dévanágarí i příbuzná písma gurmukhí a bengálské písmo.
Kód písma bráhmí podle normy ISO 15924 je Brah.

## Aramejsko-fénická hypotéza o původu bráhmí
Semitská (fénická nebo aramejská) teorie původu bráhmí se opírá o dostupná fakta. Podle ní nejstarší nápisy bráhmí vykazují nápadnou souběžnost s tehdejším aramejským písmem pro hlásky blízké v obou jazycích zejména pokud se zohlední odchylky způsobené změnou směru psaní – aramejsky se psalo zprava doleva. Např. g značí shodně Λ a t píší ʎ.
Bráhmí má řadu prvků rozšířenou oproti aramejské abecedě, protože musela postihovat více hlásek, např. aramejština nepodchycovala dentální závěrové, jako d z retroflexní souhlásky jako ḍ, a v bráhmí jsou dentální a retroflexní souhlásky graficky velmi podobné, jako kdyby byly odvozené ze společného aramejského prototypu. Srovnatelný vývoj nastal později v tibetské abecedě. Aramejština neměla bráhmíské aspirované (přídechové) souhlásky kh, th apod. A bráhmí nemá aramejské rázové souhlásky q, ṭ, ṣ a tyto znaky se objevují v bráhmí jako aspiranty : aramejské q v bráhmí jako kh aramejské ṭ (Θ) v brāhmī th (ʘ) apod. Právě tam, kde aramejština nemá rázovou souhlásku p, bráhmí má dvojí pro příslušné aspiranty: bráhmíské p a ph jsou velice podobné, jako by pocházely společně z aramejského p. První písmeno obou abeced se také shoduje: a z bráhmí připomíná obrácené κ, vypadá úplně jako aramejské alef, které se podobá hebrejskému א. Tabulka porovnání bráhmí a fénické a aramejské abecedy:
| Fénické písmo   | Aleph | Beth | Gimel | Daleth | Daleth | He | Waw | Zayin | Zayin | Heth | Teth | Teth | Yodh | Kaph | Kaph | Lamedh | Mem | Nun | Nun | Samekh | Ayin | Pe | Pe | Sadek | Qoph | Qoph | Res | Sin | Taw | Taw |
| Aramejské písmo |       |      |       |        |        |    |     |       |       |      |      |      |      |      |      |        |     |     |     |        |      |    |    | ,     |      |      |     |     |     |     |
| Bráhmí          |       |      |       |        |        | ?  |     |       |       | ?    |      |      |      |      |      |        |     |     |     |        | ?    |    |    |       |      |      |     |     |     |     |

* Jak féničtina a aramejština, tak bráhmí měly tři slabikotvorné souhlásky, ale jejich vzájemná příslušnost není jasná.
Neuvádí se tu šest souhlásek bráhmí:  bh,  gh,  h,  j,  jh,  ny. Některé z nich mohou být odvozené s nejasnou návazností: he, heth, and ayin. Bráhmínské  ng bylo zavedeno dodatečně. Např. gh by se mohlo vyvozovat z heth.

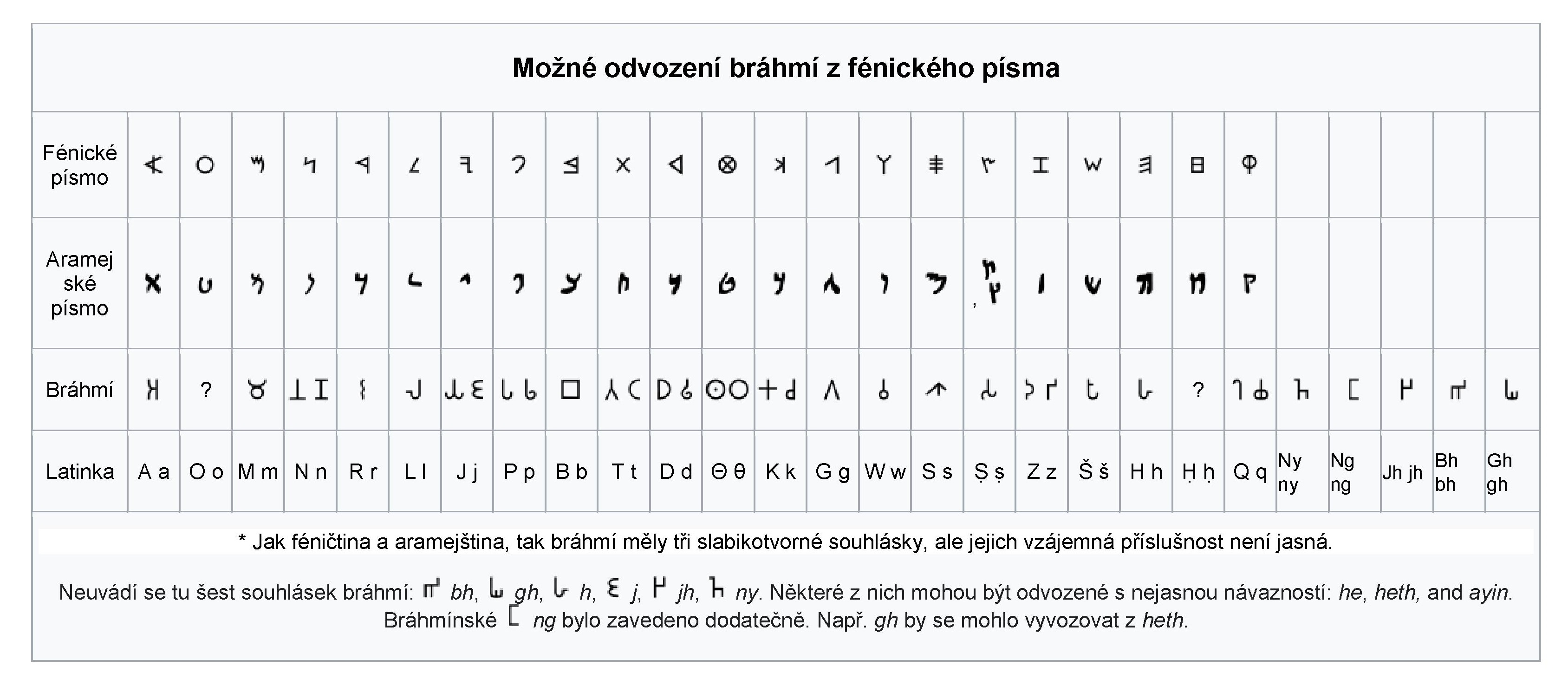
Srovnání fénického písma, aramejského písma a bráhmí